# Тиминс (Онтарио)
Тиминс (енгл. Timmins) је град у Канади у покрајини Онтарио. Према резултатима пописа 2011. у граду је живело 43.165 становника.

## Становништво
Према резултатима пописа становништва из 2011. у граду је живело 43.165 становника, што је за 0,4% више у односу на попис из 2006. када је регистровано 42.997 житеља.
| 2006.  | 2011.  |
| ------ | ------ |
| 42.997 | 43.165 |